# Décennie perdue (Japon)
Pour les articles homonymes, voir Décennie perdue.

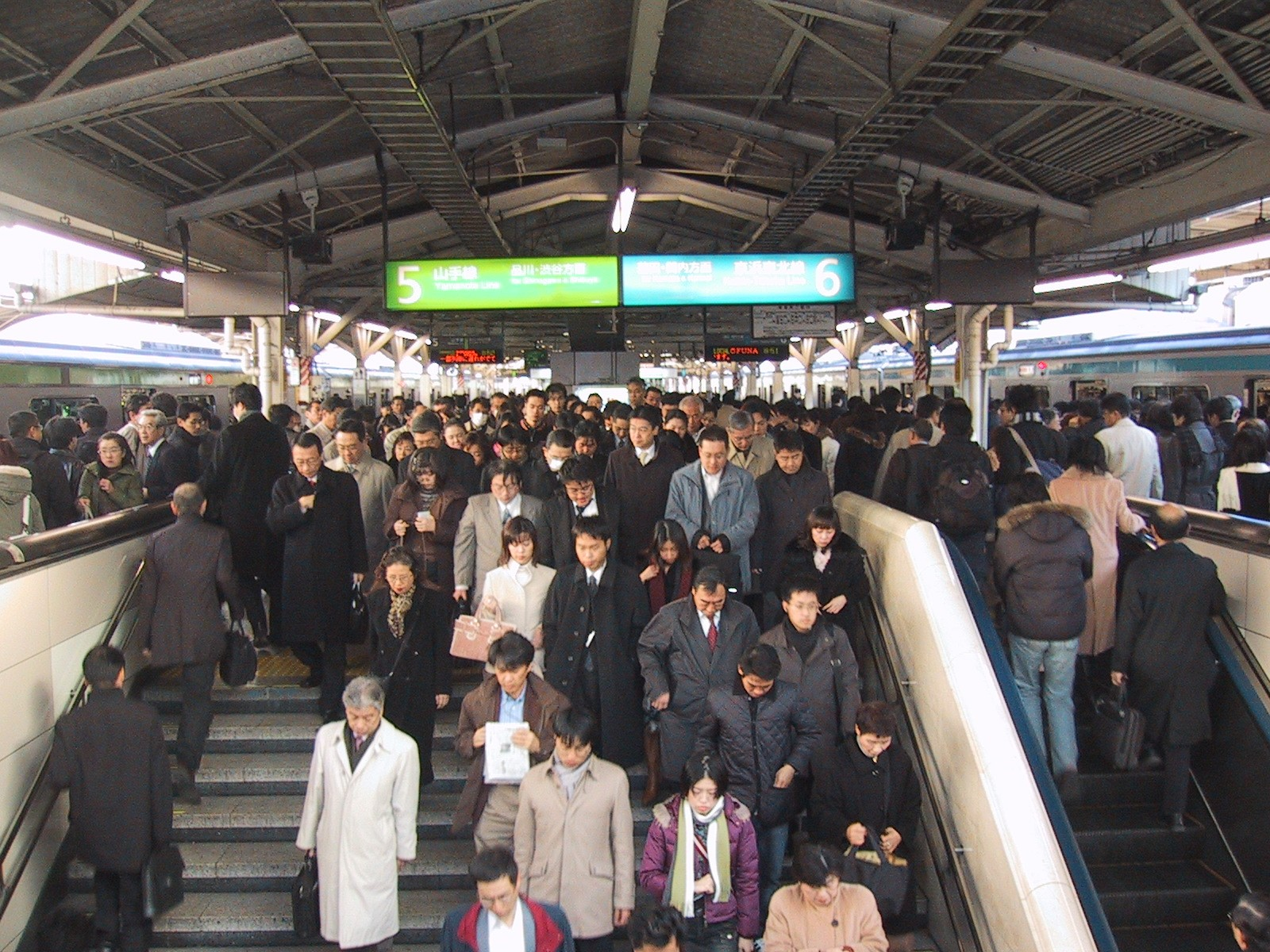
Employés japonais à l'heure de pointe en 2005.

La décennie perdue (失われた10年, Ushinawareta jūnen) désigne la décennie qui suit l'éclatement de la bulle spéculative japonaise. Cette décennie est marquée par une lente dégradation de la situation économique entre 1991 et 2000. Les effets en ont été particulièrement ressentis par les jeunes sortant d'université entre 1994 et 2004 et ne trouvant pas d'emploi stable une fois diplômés.

## Histoire
Alors que le Japon connaît un miracle économique depuis les années 1960, le pays subit l'éclatement d'une bulle immobilière fondée sur un endettement généralisé dédié aux achats immobiliers. Cet éclatement provoque une déflation importante et ralentit la croissance économique. Bien que les taux d'intérêt soient bas, l'investissement ne reprend pas. Cette situation provoque une chute du Nikkei 225. De 39 000 points en décembre 1989, il chute à 14 000 points en août 1992.
La décennie perdue voit une baisse du taux de croissance potentielle, passé de 4% à la fin des années 1980 à 1,5% environ au milieu des années 1990. 
La période entre 1994 et 2004 est appelée la période glaciaire de l'emploi (en), les jeunes diplômés ne trouvant pas de débouchés stables en sortie d'études, multipliant les contrats précaires et ne pouvant ainsi pas satisfaire aux exigences de la société japonaise. 
C'est également à cette période qu'explosent les phénomènes des NEET, Freeters ou hikikomori. 
La situation économique est aussi une des raisons avancées pour la forte hausse des suicides au Japon à la fin des années 1990.

## Causes

### Trappe à liquidité
Cette situation a été décrite comme une trappe à liquidité dès 1998 par des économistes tels que Paul Krugman. Il estimait que la cause de la trop faible croissance était la confiance des acteurs économiques dans la capacité de la Banque du Japon à tenir rigoureusement les objectifs d’inflation qui lui étaient assignés. Krugman en déduisait que pour rendre la politique monétaire efficace, il convenait que la banque centrale soit « irresponsable de façon crédible », c’est-à-dire qu’elle donne aux acteurs économiques des raisons sérieuses de croire qu’elle laisserait de l’inflation se produire. La Banque du Japon a par la suite adopté en ce sens une politique d’assouplissement quantitatif entre 2001 et 2006.

### Réduction de l'investissement
Le Japon est également frappé par une crise bancaire, la crise bancaire de 1997, qui ébranle le système bancaire et financier japonais. S'ensuit une période de resserrement du crédit qui freine les investissements et la consommation au Japon, prolongeant la décennie perdue.

### Réduction de la croissance
L'augmentation de la dette publique japonaise après la crise conduit les gouvernements successifs à mettre en place des plans d'austérité afin de la réduire. L'augmentation des impôts a un effet récessif et comprime la demande.

## Postérité

### Reprise provisoire des années 2000
La reprise économique s'enclenche vers 2002. Le système financier et économique est assaini, le secteur industriel est restructuré, etc. 
Dans un échange très populaire entre Karin Amamiya (elle-même touchée de plein fouet par la décennie perdue) et Gen'ichirō Takahashi, deux figures de la gauche japonaise contemporaire, dans le quotidien Mainichi Shinbun en 2008 met en avant l'exploitation des travailleurs pauvres de plus en plus visibles au Japon et fait le parallèle avec la situation décrite dans le livre Le bateau usine de Takiji Kobayashi.

### Réformes Koizumi
La première décennie perdue a été invoquée pour une série de réformes néolibérales par les gouvernements successifs menés par Jun'ichirō Koizumi, notamment la privatisation de la poste japonaise mais aussi la libéralisation du marché du travail qui a amplifié le recours aux contrats courts et précaires.

### Décennie perdue des années 2010
Pour Karyn Nishimura-Poupée, la décennie perdue a trouvé un écho dans la décennie perdue entre 2011 et 2021,.

### Effets durables
Les personnes diplômées pendant la décennie perdue se sont retrouvées enfermées dans des emplois précaires ou temporaires et ont été exclues des systèmes d'avancement et de promotion, souvent basés sur l'ancienneté et donnant la priorité aux employés permanents. À âge égal et yen constant, les salaires des quarantenaires japonais ont ainsi baissé de 16 % entre 2007 et 2016, ce qui correspond à l'avant-après période glaciaire de l'emploi pour cette tranche d'âge. Plusieurs personnalités politiques, à l'instar de Yūko Ōtsubaki, cite cette décennie comme l'événements ayant motivé leurs débuts en politique.

## Critiques
Cette décennie perdue est cependant à relativiser si l'on tient compte de la démographie et du vieillissement du Japon. En comparant l’évolution du PIB à celle de la population en âge de travailler, Paul Krugman montre que la progression du PIB par tête s’est établie à 1,2 % par an entre 1990 et 2007, concluant que la stagnation du pays sur cette période est un mythe.